# Acalypha poiretii
Acalypha poiretii é uma espécie de flor do gênero Acalypha, pertencente à família Euphorbiaceae.